# リゾートパーク伊豆あたがわ
リゾートパーク伊豆あたがわ（リゾートパークいずあたがわ）とは、静岡県東伊豆町奈良本（熱川）に所在する温泉付き別荘地。

## 概要
熱川地区の北方に造成されている大規模な温泉付き別荘地。総区画約680、総戸数約380、定住世帯数約80。
1973年（昭和48年）から分譲開始。造成は大成建設、売買・管理は三菱地所・三菱地所コミュニティが行なっていたが、2020年（令和2年）2月に新潟県の不動産企業・株式会社ひまわりに事業譲渡、8月に「株式会社エンゼルフォレストリゾートトゥレ」として事業継承される。
分譲エリアは、しらかし平、みさき台、さくら台、ひめしゃら台、汐見台、やまもも台、ならの木平の7つに分かれる。

## 施設
別荘地内の施設。
- 管理センター
- ライブラリー
- 卓球施設
- テニスコート（2面）
- 25ｍプール
- 子供用プール
- 温泉露天風呂
- 足湯（2ヶ所）

## 交通・アクセス
別荘地の管理センターから、南方にある伊豆急行線の伊豆熱川駅までは約2km、車で約4分。